# Käsetoast
Der Käsetoast ist eine Speise, die aus geschmolzenem Käse zwischen zwei Scheiben Toastbrot besteht. Zubereitet wird der Käsetoast im Sandwichtoaster, in der Pfanne oder im Backofen. Käsetoast wird häufig als warme Zwischenmahlzeit verzehrt.

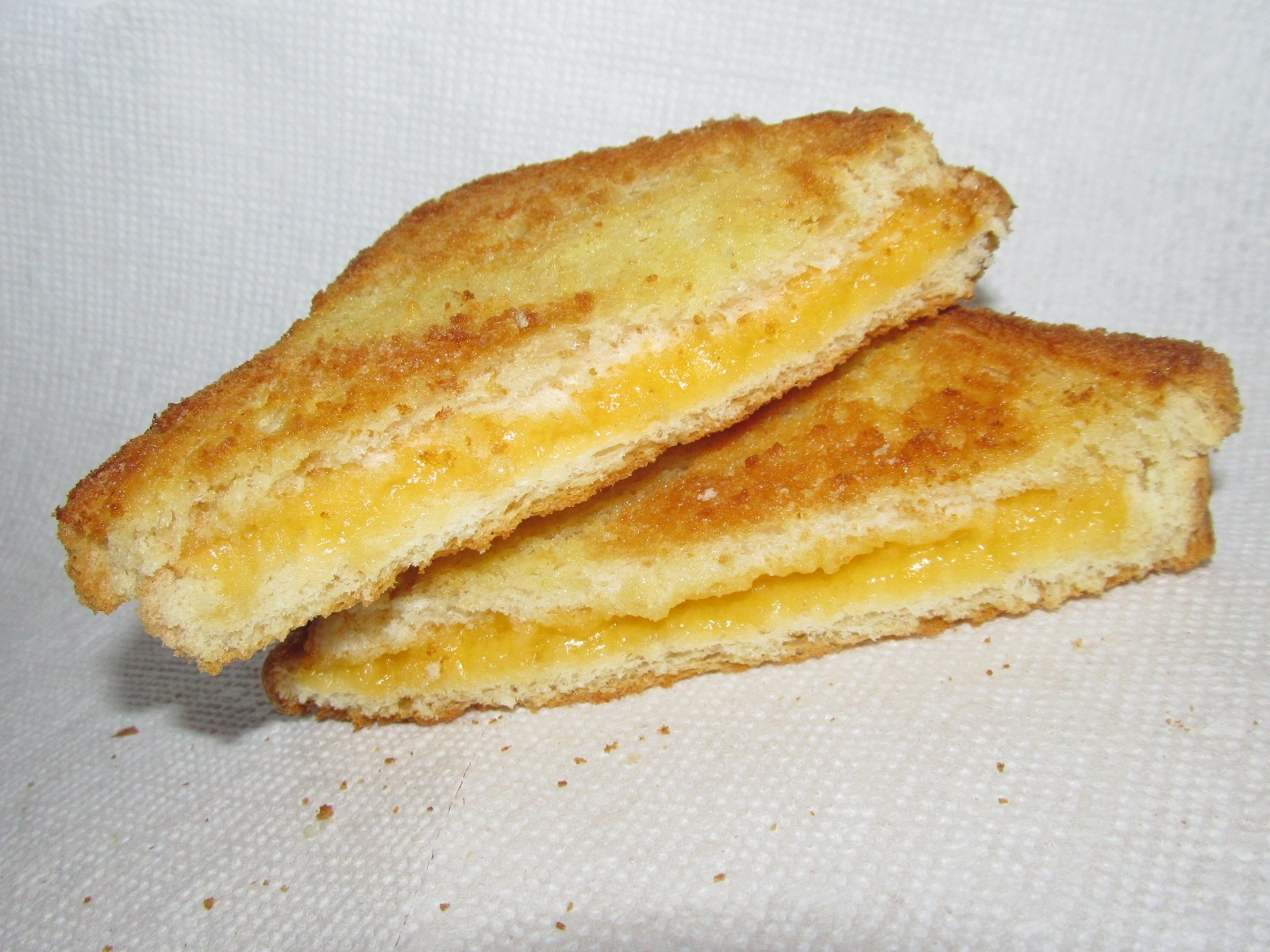
Ein Käsetoast

## Zutaten
Als Toastbrot wird meist Buttertoast gewählt. Häufig verwendete Käsesorten sind Cheddar und Gouda. Üblich ist dabei die Nutzung von Schmelzkäseerzeugnissen wie „Scheibletten“, doch auch klassischer Schnittkäse wird genutzt. Optional kann das Toastbrot mit Butter bestrichen werden. Darüber hinaus finden sich in der deutschen Küche diverse Rezeptvariationen, bei denen Wurstprodukte (wie Kochschinken oder Salami), Gemüse (beispielsweise saure Gurken, Tomaten, frische Zwiebeln oder Röstzwiebeln) und Saucen (wie Ketchup oder Mayonnaise) verwendet werden.

## Zubereitung

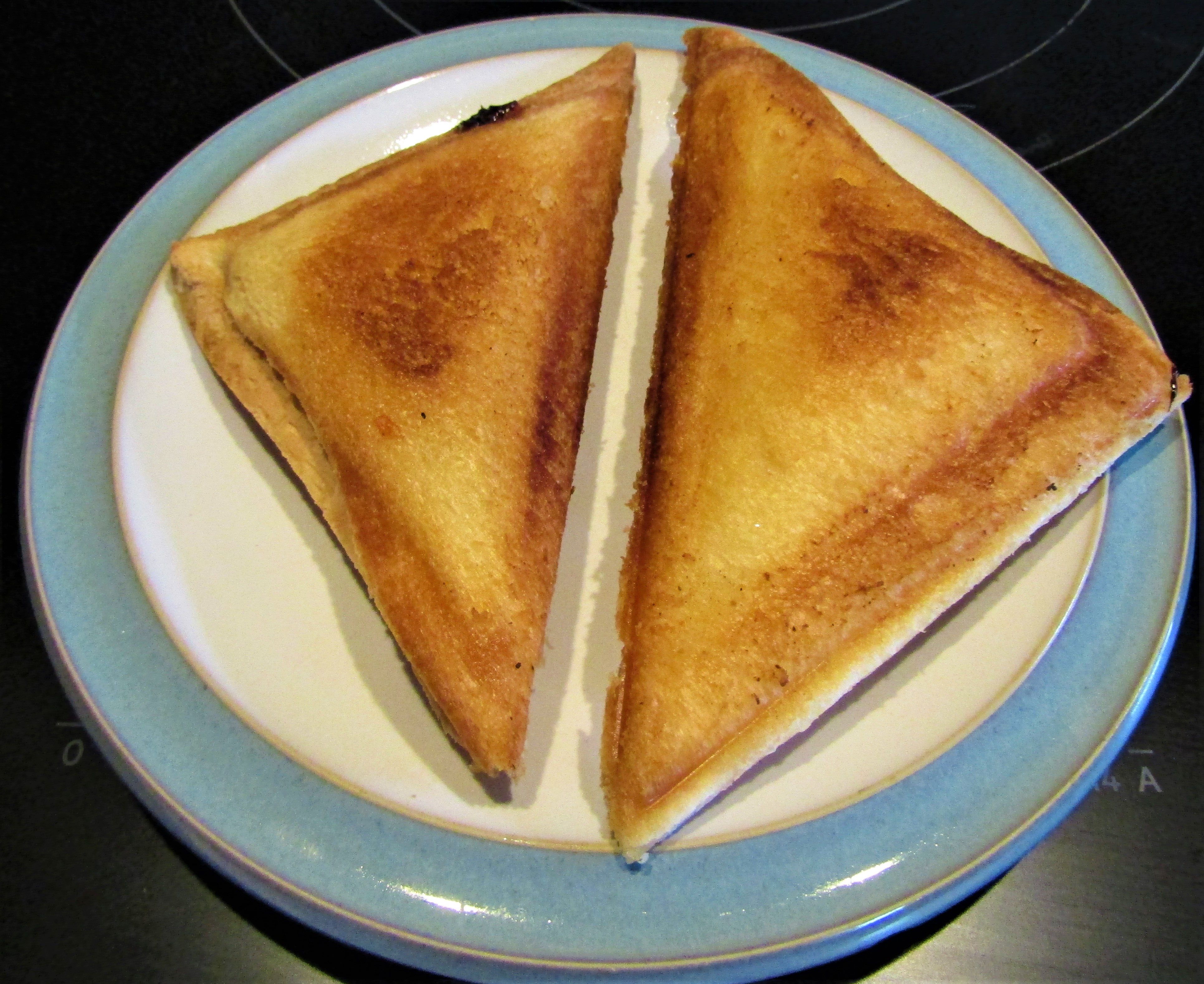
Käsetoast nach Zubereitung im Sandwichtoaster

Bei der Zubereitung im Sandwichtoaster werden die Käsetoasts bei circa 200 °C Hitze so aufeinander gepresst, dass sich die zwei Scheiben Toastbrot und der Käse versiegeln. Nach zwei bis zehn Minuten ist das Käsetoast verzehrbereit, erkennbar an der hellbraunen Färbung der Toastscheiben und der flüssigen, fadenziehenden Konsistenz des Käses. Meist bieten Sandwichtoaster Platz für die Zubereitung von zwei Käsetoasts. Einige Modelle teilen das Sandwichtoast in zwei handliche dreieckige Hälften.
Auch Zubereitungen in Pfanne und Backofen sind verbreitet. Dabei bleibt jedoch die Versiegelung der zwei Brotscheiben aus.

## Gesundheitliche Aspekte
Ein Käsetoast mit Weißbrot und Cheddarkäse hat einen durchschnittlichen Nährwert von 420 Kcal pro 116 Gramm. Wegen des hohen Salzgehalts im Käse wurden mehrfach gesundheitliche Bedenken geäußert. In „Scheiblettenkäse“ finden sich zwecks Konsistenz und Haltbarkeit zudem meist künstliche Phosphate, die ebenfalls als Gesundheitsrisiko betrachtet werden.

## Geschichte und Verbreitung
Die genaue Ursprungsgeschichte des Käsetoasts ist nicht eindeutig belegt, da Brot und geschmolzener Käse eine häufige Kombination darstellen. Das erste, 1902 veröffentlichte, Käsetoast-Rezept findet sich in einem US-amerikanischen Kochbuch von Sarah Tyson Rorer unter dem Namen „melted cheese“ Sandwich. Größere Popularität erlangte Käsetoast in den USA zur Zeit der Großen Depression aufgrund der schnellen, einfachen und kostengünstigen Zubereitung. Durch die Erfindung des Sandwichtoasters („Toastwich“, 1925 von Charles Champion) und von Schmelzkäse-Produkten (1949 durch Kraft Foods) wurde die Herstellung zusätzlich erleichtert.
Ab den 1950er Jahren wurde der Käsetoast Teil der internationalen Fast-Food-Kultur (Croque-Monsieur in Frankreich, Grilled Cheese im anglo-amerikanischen Raum, Barros Jarpa in Chile). Käsetoasts gelten beispielsweise als typische Mahlzeit in studentischen Wohngemeinschaften. Aufgrund des fettig-deftigen Geschmacks wird der Käsetoast häufig als „Comfort Food“ bezeichnet.

## Trivia
Im Internet wird der 15. September als internationaler Tag des Käsetoasts gefeiert.
Das größte Käsetoast stellte im Jahr 2000 die Molkerei Cabot Creamery in Vermont her. Es wog 145 Kilogramm und maß 1,52 mal 3,05 Meter. Einen Rekord im Käsetoast-Essen auf Zeit stellte der japanische Wettkampfesser Takeru Kobayashi 2012 auf dem South by Southwest Festival auf. Innerhalb einer Minute aß er 13 Käsetoasts.